# ターキッシュ エアラインズ1878便着陸失敗事故
ターキッシュ エアラインズ1878便着陸失敗事故は、2015年4月25日にミラノ・マルペンサ国際空港発アタテュルク国際空港行きのターキッシュ エアラインズ1878便が、目的地のアタテュルク国際空港に着陸する直前に機体が急激に傾きハードランディングした事故である。この便は最初の着陸でハードランディングを起こし着陸復行を行い2度目の着陸で滑走路を逸脱した。乗員乗客102名全員が無事であった。

## 事故機
事故機のエアバスA320-200は、登録番号TC-JPE、愛称はGümüşhane（ギュミュシュハーネ）。製造元のシリアル番号は2941で、2006年10月18日に初飛行し、2014年にスターアライアンス塗装になった。事故機はその後償却された。

## 事故の経緯
1878便はイタリア共和国ミラノのミラノ・マルペンサ国際空港からトルコ共和国イスタンブールのアタテュルク国際空港へ向かう国際定期旅客便だった。2015年4月25日現地時間午前10時23分（世界標準時午前7時23 分）、アタテュルク国際空港の滑走路05に着陸する直前に、機体が右に傾き、地上100フィート（30 m）の高さから急降下した。 その後機体尾部が滑走路に接触（テールストライク）してハードランディングとなり、右の降着装置が損傷した。これにより、油圧の配管が破裂し右主翼の油圧系統が損傷を受けた。
1878便は着陸復行を行い3800フィート（1200メートル）まで上昇した。滑走路35Lに着陸するためのアプローチ中に、乗客が損傷した右主翼から火が出ていることに気づいた。現地時間10時41分（世界標準時 7時41分）に滑走路35Lに着陸した。着陸すると右の着陸装置が壊れ、機体が滑走路から約180°回転した。空港の消防隊および救助隊が機体に向かい、火は消火された。乗客は全員脱出スライドで避難し怪我はなかった。
事故の後、空港は一時的に閉鎖され、イスタンブールのサビハ・ギョクチェン国際空港が代替空港となった。ターキッシュ エアラインズはイスタンブール発の95便をキャンセルにした。

## 事故原因
民間航空総局が、調査を開始した。
事故機の乗員は、1878便の前に着陸したボーイング787の後方乱気流によってハードランディングした可能性があると話した。